# Callicarpa basitruncata
Callicarpa basitruncata là một loài thực vật có hoa trong họ Hoa môi. Loài này được Merr. ex Moldenke mô tả khoa học đầu tiên năm 1951.